# África Zamorano
África Zamorano Sanz (Barcellona, 11 gennaio 1998) è una nuotatrice spagnola.

## Carriera
Zamorano disputa le prime gare internazionali a partire dal 2013, quando prende parte agli Europei giovanili contribuendo alla vittoria di una medaglia di bronzo nella staffetta. L'anno successivo quadruplica le medaglie conquistate tra cui spiccano 2 ori nel misto.

Nel 2014 prende parte anche ai Giochi olimpici giovanili dove ha vinto una medaglia di bronzo. Nel 2016 fa parte della squadra spagnola ai Giochi olimpici di Rio de Janeiro, mentre nel 2018 porta a casa altri successi durante i Giochi del Mediterraneo e partecipa alla finale di 200 metri dorso agli Europei di Glasgow.

## Palmarès
| Anno | Manifestazione            | Sede           | Evento        | Risultato | Prestazione | Note  |
| ---- | ------------------------- | -------------- | ------------- | --------- | ----------- | ----- |
| 2013 | Europei giovanili         | Poznań         | 4x200 m sl    | Bronzo    | 8'10"04     |       |
| 2014 | Europei giovanili         | Dordrecht      | 200 m dorso   | Argento   | 2'11"70     |       |
| 2014 | Europei giovanili         | Dordrecht      | 200 m misti   | Oro       | 2'13"80     |       |
| 2014 | Europei giovanili         | Dordrecht      | 400 m misti   | Oro       | 4'41"96     |       |
| 2014 | Europei giovanili         | Dordrecht      | 4x200 m sl    | Bronzo    | 8'08"29     |       |
| 2014 | Giochi olimpici giovanili | Nanchino       | 200 m dorso   | Bronzo    | 2'11"94     |       |
| 2015 | Mondiali giovanili        | Singapore      | 400 m misti   | Bronzo    | 4'40"15     |       |
| 2016 | Europei                   | Londra         | 4x200 m sl    | Argento   | 7'53"38     | [ 5 ] |
| 2016 | Giochi olimpici           | Rio de Janeiro | 4x200 m sl    | 16ª       | 8'03"74     |       |
| 2016 | Giochi olimpici           | Rio de Janeiro | 200 m misti   | 24ª (b)   | 2'14"87     |       |
| 2016 | Giochi olimpici           | Rio de Janeiro | 200 m dorso   | 25ª (b)   | 2"13'74     |       |
| 2017 | Mondiali                  | Budapest       | 100 m dorso   | 19ª (b)   | 1'00"89     |       |
| 2017 | Mondiali                  | Budapest       | 200 m dorso   | 13ª (SF)  | 2'09"73     |       |
| 2018 | Giochi del Mediterraneo   | Tarragona      | 200 m dorso   | Argento   | 2'11"75     |       |
| 2018 | Giochi del Mediterraneo   | Tarragona      | 4x200 m sl    | Bronzo    | 8'04"53     |       |
| 2018 | Europei                   | Glasgow        | 100 m dorso   | 27ª (b)   | 1'02"11     |       |
| 2018 | Europei                   | Glasgow        | 200 m dorso   | 8ª        | 2'11"55     |       |
| 2018 | Europei                   | Glasgow        | 200 m sl      | 27ª (b)   | 2'01"64     |       |
| 2022 | Giochi del Mediterraneo   | Orano          | 200 m dorso   | Argento   | 2'11"48     |       |
| 2022 | Giochi del Mediterraneo   | Orano          | 4x100 m misti | Argento   | 4'06"17     |       |

## International Swimming League
| Stagione 2021 |
| ------------- |
| Iron          |